# تلسکوپ ام‌پی‌جی/ رصدخانه جنوبی اروپا
تلسکوپ ام‌پی‌جی/رصدخانه جنوبی اروپا (انگلیسی: MPG/ESO telescope) یک تلسکوپ زمینی ۲٫۲ متری (۱۷٫۶ متری
) در رصدخانه جنوبی اروپا (ESO) در سیلا، شیلی است. این تلسکوپ ساخت زایس است و از سال ۱۹۸۴ شروع به کار کرده‌است. رصدخانه این تلسکوپ را به‌صورت وام نامحدود از اینستیتوی اخترشناسی ماکس پلانک (MPIA)؛ به آلمانی (MPG) اجاره کرده‌است. در اکتبر ۲۰۱۳ تلسکوپ به MPIA بازگردانده شد. زمان رصدی تلسکوپ بین برنامه‌های رصد MPIA و انستیتوی فیزیک فرازمینی ماکس پلانک MPE تقسیم می‌شود، در حالی که عملیات و نگهداری تلسکوپ به عهدهٔ ESO است.
این تلسکوپ میزبان سه ابزار است: تصویرگر میدان عریض ۶۷ میلیون پیکسلی با میدان دیدی به بزرگی ماه کامل، که تصاویر شگفت‌انگیز زیادی از اجرام آسمانی گرفته‌است. آشکارساز نوری/نزدیک مادون قرمز انفجار پرتو گاما GROND، که درخشش‌های پس از قوی‌ترین انفجارهای جهان، معروف به انفجارهای پرتو گاما را تعقیب می‌کند. و طیف‌سنج نوری با وضوح بالا، FEROS، برای انجام پژوهش‌های دقیق ستارگان استفاده می‌شود.
از این تلسکوپ در نوامبر ۲۰۱۰ برای رصد جرم آسمانی اج‌آی‌پی ۱۳۰۴۴ استفاده شد و برای نخستین بار تصور وجود یک سامانه سیاره‌ای در یک جریان ستاره‌ای با منشأ فراکهکشانی کشف شد.
با این حال، بررسی‌ها و تجزیه و تحلیل‌های بعدی در سال ۲۰۱۴ هیچ مدرکی دال بر چرخش سیاره‌ای به دور ستاره پیدا نکرد.